# نقابة أطباء مصر
نقابة أطباء مصر (بالإنجليزية: Egyptian Medical Syndicate)‏ هي هيئة أسست سنة 1920 تحت اسم الجمعية الطبية المصرية، إلى أن أعلنت باسم نقابة الأطباء وذلك عام 1926، حيث تولاها الدكتور علي باشا إبراهيم صاحب فكرة إنشاؤها. والهدف منها الارتقاء وررعاية مهنة الطب والأطباء.

## التاريخ
في يناير سنة 1920 ألفت الجمعية الطبية المصرية عقب اجتماع دعا إلى عقده الدكتور على باشا ابراهيم وزملاؤه الذين أصدروا المجلة الطبية المصرية وجعلوها لسان حالهم وكان الأطباء من قبل قد حاولوا إنشاء نقابة لهم في سنة 1918 لكن الفكرة حبطت في الاجتماع الذي عقدوه بدار الجامعة المصرية القديمة لعد اتفاق الأطباء الوطنيين والأجانب، ثم أسند رئاسة الجمعية إلى الدكتور عيسى باشا حمدى ناظر مدرسة الطب لعهد الخديوى اسماعيل وشيخ الأطباء بلا منازع في ذلك الوقت وقد أنتخب هو وكيلا أولا لها إلى أن توفي سنة 1924 فخلفه الدكتور سعد الخادم وبقى في الرئاسة بالنيابة أشهرا ثم تولاها الدكتور ظيفل حسن باشا ولم تطل مدته فآلت الرئاسة إلى صاحب الدكتور علي باشا إبراهيم في سنة 1926 وما زال فائزا بها حتى وقتنا هذا بإجماع الأصوات في كل انتخاب سنوى.

## الأهداف
- الارتقاء بمستوى المهنة
- المسئولية تبدأ من القبول في الكليات.
- سياسة التعليم الطبى.
- مستوي الخرجيين.
- الدراسات العليا.
- الارتقاء بالمستوى الاخلاقى للاطباء.
- لتأكد من أداء الأطباء لواجبهم.
- رعاية الأطباء لحالتهم الأجتماعية، والطبية، الدخل الكريم، مستوى المعيشة.
- تبنى القضايا القومية.
- توفير الخدمة الميسرة للمواطنين.
- الخدمة الوقائية والرعاية الأساسية.
- توثيق الروابط بين أطباء مصر والعالم العربى والإسلامي والمنظمات.

## الهيكل الإداري حتى عام 2011
- النقيب: أ. د. حمدي السيد.
- وكيل النقابة: أ.د. شوقي حداد.
- الأمين العام: أ.د. أسامة رسلان.
- أمين عام مساعد: أ.د. أحمد عمر.